# Biali Brazylijczycy
Biali Brazylijczycy (por. brasileiros brancos [bɾɐziˈlejɾuz ˈbɾɐ̃kus]) – ludzie zamieszkujący Brazylię, których przodkowie pochodzili przede wszystkim z Europy oraz krajów Lewantu. Według spisu powszechnego z 2010 roku ich liczba wynosi 91 051 646, co odpowiada 47,73% populacji Brazylii.  
W Brazylii występuje bardzo duży stopień krzyżowania się ras. Państwo to zostało pierwotnie skolonizowane przez bardzo niewielką liczbę rodzin portugalskich osadników oraz przez wielu, zazwyczaj pochodzących również z Portugalii, męskich poszukiwaczy przygód, którzy płodzili potomstwo, wiążąc się z Indiankami oraz kobietami pochodzenia afrykańskiego. Z biegiem lat, w kolejnych pokoleniach osadnicy byli skłonni do zawierania związków z kobietami, które były potomstwem mającym przodków o korzeniach europejsko-indiańskich i europejsko-afrykańskich, a także afrykańsko-indiańskich.  